# 4 septembre dans les chemins de fer
4 août 4 octobre
Chronologies thématiques
- Croisades
- Sports
- Disney

Cette page concerne les événements qui se sont déroulés un 4 septembre dans les chemins de fer.

## Événements

### XXIesiècle
- 2000. France : mise en service du prolongement de la ligne B du métro de Lyon entre Jean Macé et Stade de Gerland.

- 2006. Égypte : Un nouvel accident ferroviaire a fait cinq morts et trente blessés lorsqu'un train de marchandises a percuté un train de voyageurs à Chibin al Qanater, à 30 km au nord du Caire. Le 21 août, un autre accident ferroviaire avait provoqué la mort de 58 personnes.